# Panama na Letnich Igrzyskach Olimpijskich 2012
Panamę na Letnich Igrzyskach Olimpijskich 2012, które odbyły się w Londynie, reprezentowało 8 zawodników.
Był to szesnasty start reprezentacji Panamy na letnich igrzyskach olimpijskich.

## Reprezentanci

### Boks
Mężczyźni
| Zawodnik            | Konkurencja   | 1/16                         | 1/8              | Ćwierćfinał      | Półfinał         | Finał            | Finał   |
| Zawodnik            | Konkurencja   | Przeciwnik Wynik             | Przeciwnik Wynik | Przeciwnik Wynik | Przeciwnik Wynik | Przeciwnik Wynik | Pozycja |
| ------------------- | ------------- | ---------------------------- | ---------------- | ---------------- | ---------------- | ---------------- | ------- |
| Juan Huertas Garcia | lekka (60 kg) | Felix Verdejo Sanchez P 5-11 | NQ               | NQ               | NQ               | NQ               | 17-28.  |

### Judo
Mężczyźni
| Zawodnik          | Konkurencja | 1/32             | 1/16                           | 1/8              | Ćwierćfinał      | Półfinał         | Repasaż 1        | Repasaż 2        | Finał            | Finał   |    |
| Zawodnik          | Konkurencja | Przeciwnik Wynik | Przeciwnik Wynik               | Przeciwnik Wynik | Przeciwnik Wynik | Przeciwnik Wynik | Przeciwnik Wynik | Przeciwnik Wynik | Przeciwnik Wynik | Pozycja |    |
| ----------------- | ----------- | ---------------- | ------------------------------ | ---------------- | ---------------- | ---------------- | ---------------- | ---------------- | ---------------- | ------- | -- |
| Omar Simmonds Pea | -81 kg      | BYE              | Joachim Bottieau P 0001 - 0110 | NQ               | NQ               | NQ               | NQ               | NQ               | NQ               | NQ      | NQ |

### Lekkoatletyka
Mężczyźni
| Zawodnik        | Konkurencja   | Eliminacje | Eliminacje | Półfinał | Półfinał | Finał | Finał   |
| Zawodnik        | Konkurencja   | Wynik      | Miejsce    | Wynik    | Miejsce  | Wynik | Miejsce |
| --------------- | ------------- | ---------- | ---------- | -------- | -------- | ----- | ------- |
| Alonso Edward   | Bieg na 200 m | DSQ        | DSQ        | NQ       | NQ       | NQ    | NQ      |
| Irving Saladino | Skok w dal    | NM         | NM         | —        | —        | NQ    | NQ      |

Kobiety
| Zawodniczka   | Konkurencja   | Eliminacje | Eliminacje | Półfinał | Półfinał | Finał | Finał   |
| Zawodniczka   | Konkurencja   | Wynik      | Miejsce    | Wynik    | Miejsce  | Wynik | Miejsce |
| ------------- | ------------- | ---------- | ---------- | -------- | -------- | ----- | ------- |
| Andrea Ferris | Bieg na 800 m | 2:05.59    | 20.        | NQ       | NQ       | NQ    | NQ      |

### Pływanie
Mężczyźni
| Zawodnik       | Konkurencja      | Eliminacje | Eliminacje | Półfinał | Półfinał | Finał | Finał   |
| Zawodnik       | Konkurencja      | Czas       | Miejsce    | Czas     | Miejsce  | Czas  | Miejsce |
| -------------- | ---------------- | ---------- | ---------- | -------- | -------- | ----- | ------- |
| Diego Castillo | 200 m motylkowym | 2:04.72    | 35.        | NQ       | NQ       | NQ    | NQ      |
| Edgar Crespo   | 100 m klasycznym | 1:02.18    | 35.        | NQ       | NQ       | NQ    | NQ      |

### Taekwondo
Kobiety
| Zawodniczka               | Konkurencja | 1/8                          | Ćwierćfinał      | Półfinał         | Repesaż 1                 | Repesaż 2        | Finał            | Finał   |
| Zawodniczka               | Konkurencja | Przeciwnik Wynik             | Przeciwnik Wynik | Przeciwnik Wynik | Przeciwnik Wynik          | Przeciwnik Wynik | Przeciwnik Wynik | Pozycja |
| ------------------------- | ----------- | ---------------------------- | ---------------- | ---------------- | ------------------------- | ---------------- | ---------------- | ------- |
| Carolena Carstens Salceda | -49 kg      | Brigitte Yague Enrique P 2-7 | NQ               | NQ               | Jannet Alegria Pena P 2-7 | NQ               | NQ               | 7-8.    |